# Pterospartum tridentatum subsp. cantabricum
Pterospartum tridentatum subsp. cantabricum é uma subespécie de planta com flor pertencente à família Fabaceae. 
A autoridade científica da subespécie é (Spach) Talavera & P.E.Gibbs, tendo sido publicada em Lagascalia 18: 266 (1996).
Os seus nomes comuns são carqueija, carqueja, flor-de-carqueija ou querqueijeira.

## Portugal
Trata-se de uma subespécie presente no território português, nomeadamente em Portugal Continental.
Em termos de naturalidade é nativa da região atrás indicada.

## Protecção
Não se encontra protegida por legislação portuguesa ou da Comunidade Europeia.